# Hallam FC
Hallam FC is een Engelse voetbalclub uit Sheffield. De club is de op één na oudste club ter wereld en speelt nog steeds in het originele stadion Sandygate Road, dat door het Guinness Book of Records wordt erkend als het oudste stadion ter wereld. In 1860 speelde de club voor het eerst de derby tegen stadsrivaal Sheffield FC. Tot voor kort speelden beide clubs nog in dezelfde reeks waardoor deze derby nog steeds gespeeld werd.
In 1867 schreef de club voetbalgeschiedenis door de Youdan Cup te winnen, het allereerste voetbaltoernooi ter wereld.

## Recente geschiedenis
Hallam speelt in de Northern Counties East League sinds deze werd opgericht in 1982. De beste plaats was de derde in de Premier Division in 2002-03.